# Mordechai Shatner
Mordechai Shatner (en hebreo: מרדכי שטנר‎), (1904 - 1964) fue un activista sionista y signatario de la Declaración de Independencia de Israel.

## Biografía
Miembro del kibutz Ein Harod, Shatner trabajó en Europa entre la Primera y la Segunda Guerra Mundial rescatando judíos, período durante el cual conoció a Adolf Eichmann. Después del estallido de la Segunda Guerra Mundial, trabajó para la aliyá desde Inglaterra.
Después de regresar al Eretz Israel, se unió a Vaad Leumi, trabajando en la infraestructura nacional. Hizo campaña contra el trato de los prisioneros judíos en poder de los británicos, y fue arrestado durante la Operación Agatha y encarcelado en el campo de detenidos de Atlit, Rafah y Latrun. Durante ese tiempo se desempeñó como representante de los judíos detenidos ante las autoridades británicas.
El 14 de mayo de 1948, Shatner fue una de las personas que firmó la Declaración de Independencia de Israel y se unió al Consejo de Estado Provisional. Después de la independencia, trabajó en el desarrollo de Jerusalén, fue uno de los fundadores de Yad Vashem y también fue miembro del comité que nombró a los jueces de la Corte Suprema de Israel.
Shatner se desempeñó como director ejecutivo del Departamento de Industria y Comercio y estuvo a cargo del mercado financiero. También fue supervisor interino de los bienes raíces de los árabes que huyeron de Israel durante la Guerra de Independencia de 1948. Fue la figura principal en la fundación de la ciudad israelí de Nazareth Illit y del Centro Deportivo Wingate que lleva el nombre de su amigo Orde Wingate.
El Centro Shatner en Jerusalén lleva su nombre. Su hijo, David, es un experto en agua y las fronteras de Israel y estuvo en las delegaciones que negociaron acuerdos de paz con Jordania, Siria y la Autoridad Nacional Palestina.